# BUTTERFLY EFFECT (ポルノグラフィティのアルバム)
『BUTTERFLY EFFECT』（バタフライ エフェクト）は、ポルノグラフィティの11作目のオリジナルアルバム。SME Recordsより2017年10月25日にリリースされた。

## 概要
前作『RHINOCEROS』から2年2か月ぶりのリリース。2016年のヒットシングル「THE DAY」、本作のリードシングル「キング&クイーン」「Montage」など、全14曲が収録されている。
2017年夏にポルノグラフィティは『ROCK IN JAPAN FESTIVAL』『MONSTER baSH』『SPACE SHOWER SWEET LOVE SHOWER』といった夏フェスに出演。その際、自分たちに影響を受けて音楽を始めた若い世代のアーティストと交流を持ち、「自分たちの楽曲は小さな1粒の雨でしかないかもしれないが、それを絶えず生み出し降らせることで、また次の世代の楽曲の一助となってほしい」という思いを抱いたことから、「1匹の蝶の羽ばたきが、巡り巡って違う場所で嵐を引きおこす現象」を意味するバタフライ効果（英: butterfly effect）という言葉がアルバムタイトルに選ばれた。
本作のリリース前日（10月24日）には新橋SL広場でサプライズライヴを行い、本作収録の「キング&クイーン」「Working men blues」を披露した。
2017年11月から2018年4月にかけて、本作を引っ提げたホールツアー『15thライヴサーキット "BUTTERFLY EFFECT"』が開催された。

## リリース形態
初回生産限定盤（2CD＋DVD）、通常盤（CD）の2形態でのリリース。
初回生産限定盤はCD2枚組となっており、DISC 2には初の台湾単独ライヴ『PORNOGRAFFITTI 色情塗鴉 Special Live in Taiwan』（2017年3月26日公演）のライヴ音源が収録されている。付属DVDには同ライヴのドキュメント映像に加え、本作収録の既発曲から「LiAR」「真っ白な灰になるまで、燃やし尽くせ」「Montage」のMVが収録されている。

## 収録曲

### CD
| #         | タイトル                               | 作詞      | 作曲      | 編曲                                              | 時間  |
| --------- | -------------------------------------- | --------- | --------- | ------------------------------------------------- | ----- |
| 1.        | 「THE DAY」                            | 新藤晴一  | 新藤晴一  | 江口亮, Porno Graffitti                           | 4:01  |
| 2.        | 「Working men blues」                  | 新藤晴一  | 岡野昭仁  | 江口亮, Porno Graffitti                           | 3:45  |
| 3.        | 「君の愛読書がケルアックだった件」     | 新藤晴一  | 新藤晴一  | 立崎優介, 田中ユウスケ, Porno Graffitti           | 4:10  |
| 4.        | 「I believe」                          | 岡野昭仁  | 岡野昭仁  | 立崎優介, 田中ユウスケ, Porno Graffitti           | 4:40  |
| 5.        | 「LiAR」                               | 新藤晴一  | 新藤晴一  | tasuku, Porno Graffitti                           | 4:08  |
| 6.        | 「Fade away」                          | 岡野昭仁  | 岡野昭仁  | 江口亮, Porno Graffitti                           | 3:56  |
| 7.        | 「クリスマスのHide&Seek」              | 岡野昭仁  | 岡野昭仁  | 江口亮, Porno Graffitti                           | 4:15  |
| 8.        | 「MICROWAVE」                          | 新藤晴一  | 新藤晴一  | トオミヨウ, Porno Graffitti                       | 3:45  |
| 9.        | 「夜間飛行」                           | 新藤晴一  | 新藤晴一  | 宗本康兵, Porno Graffitti                         | 4:43  |
| 10.       | 「真っ白な灰になるまで、燃やし尽くせ」 | 岡野昭仁  | 岡野昭仁  | 江口亮, Porno Graffitti                           | 3:57  |
| 11.       | 「170828-29」                          | 新藤晴一  | 新藤晴一  | tasuku, Porno Graffitti                           | 3:41  |
| 12.       | 「Montage」                            | 岡野昭仁  | 新藤晴一  | 篤志, Porno Graffitti                             | 4:12  |
| 13.       | 「スパイス」                           | 岡野昭仁  | 岡野昭仁  | tasuku, Porno Graffitti                           | 4:16  |
| 14.       | 「キング&クイーン」                    | 岡野昭仁  | 岡野昭仁  | 立崎優介, 近藤隆史, 田中ユウスケ, Porno Graffitti | 4:41  |
| 合計時間: | 合計時間:                              | 合計時間: | 合計時間: | 合計時間:                                         | 58:10 |

| #         | タイトル                 | 作詞  | 作曲・編曲 | 時間 |
| --------- | ------------------------ | ----- | ---------- | ---- |
| 1.        | 「-OPENING SE-」         |       |            | 1:57 |
| 2.        | 「THE DAY」              |       |            | 4:01 |
| 3.        | 「今宵、月が見えずとも」 |       |            | 4:23 |
| 4.        | 「ヒトリノ夜」           |       |            | 4:11 |
| 5.        | 「LiAR」                 |       |            | 4:05 |
| 6.        | 「サウダージ」           |       |            | 4:39 |
| 7.        | 「アポロ」               |       |            | 4:26 |
| 8.        | 「ヴォイス」             |       |            | 4:44 |
| 9.        | 「サボテン」             |       |            | 4:56 |
| 10.       | 「黄昏ロマンス」         |       |            | 4:33 |
| 11.       | 「愛が呼ぶほうへ」       |       |            | 4:20 |
| 12.       | 「ANGRY BIRD」           |       |            | 4:39 |
| 13.       | 「渦」                   |       |            | 5:29 |
| 14.       | 「ハネウマライダー」     |       |            | 4:50 |
| 15.       | 「Mugen」                |       |            | 4:36 |
| 16.       | 「オー！リバル」         |       |            | 5:02 |
| 17.       | 「メリッサ」             |       |            | 5:38 |
| 合計時間: | 合計時間:                | 76:29 |            |      |

### DVD
| #  | タイトル                                          | 作詞 | 作曲・編曲 |
| -- | ------------------------------------------------- | ---- | ---------- |
| 1. | 「"SPECIAL LIVE IN TAIWAN" DOCUMENTARY」          |      |            |
| 2. | 「LiAR Video Clip」                               |      |            |
| 3. | 「真っ白な灰になるまで、燃やし尽くせ Video Clip」 |      |            |
| 4. | 「Montage Video Clip」                            |      |            |

## 楽曲解説
1. THE DAY
  - 43rdシングル。
2. Working men blues
Amazonオリジナルドラマシリーズ『チェイス 第1章』主題歌[11]
  - 本作のリード曲。
  - MVも制作され、吉田沙保里やオカダ・カズチカらが出演している[12]。
3. 君の愛読書がケルアックだった件
  - 新藤がメロディから「キラキラ映画」を連想し、そのテーマ曲をイメージして書かれた曲[13]。
  - タイトル内のケルアックとはジャック・ケルアックのこと。
  - 『15thライヴサーキット "BUTTERFLY EFFECT"』では本楽曲の演奏前に架空の映画「君の愛読書がケルアックだった件」の予告映像が流された[14]。この映像がファンから好評だったため、「君の愛読書がケルアックだった件 THE MOVIE」が改めて制作され、同ツアーの映像作品に収録された[15]。
4. I believe
5. LiAR
  - 44thシングル（両A面）の1曲目。
6. Fade away
  - ヘヴィなミディアムチューン[16][17]。
7. クリスマスのHide&Seek
  - 「Hard Days, Holy Night」（2003年）以来となるクリスマスソング。
8. MICROWAVE
  - AメロとBメロは元々別のものであったが歌詞のイメージと合わないとして作り直したという[10]。
  - アレンジも複数のパターンがあったが、最終的には打ち込み主体のアレンジとなった[16]。
9. 夜間飛行
  - 2012、13年頃から存在する楽曲で、詞曲を手掛けた新藤曰く「満を持して」の音源化となった[13]。
  - 『15thライヴサーキット "BUTTERFLY EFFECT"』ではオープニングナンバーとして披露された[14]。
10. 真っ白な灰になるまで、燃やし尽くせ
  - 44thシングル（両A面）の2曲目。
11. 170828-29
  - メロディ自体は以前からあったもので、2017年8月28日に「ミサイル」や「戦争」をテーマに歌詞が書かれた[10]。その時点での歌詞には「Jアラート」といったフレーズがあったが、歌入れを行った2017年8月29日に実際に北朝鮮がミサイルを発射したため、歌入れ前にリアルとは距離を置いた歌詞に書き換えられた[10]。
  - タイトルは新藤曰く「北海道の上空をミサイルが飛んだことを受けてあたふたと歌詞を書いたわけではなく、実は前の日に書いてたんだよ」ということを強調している[10]。
12. Montage
  - 45thシングル（両A面）の2曲目。
13. スパイス
14. キング&クイーン
  - 45thシングル（両A面）の1曲目。
  - 既発曲がアルバムの最終曲に収録されたのは1stアルバム『ロマンチスト・エゴイスト』以来で、シングル曲が収録されたのは本作が初めてである。

## 収録ライヴ映像作品
Working men blues
- 15thライヴサーキット "BUTTERFLY EFFECT" Live in KOBE KOKUSAI HALL 2018

君の愛読書がケルアックだった件
- 15thライヴサーキット "BUTTERFLY EFFECT" Live in KOBE KOKUSAI HALL 2018

Fade away
- 15thライヴサーキット "BUTTERFLY EFFECT" Live in KOBE KOKUSAI HALL 2018
- 17thライヴサーキット "続・ポルノグラフィティ" Live at TOKYO GARDEN THEATER 2021

クリスマスのHide&Seek
- 15thライヴサーキット "BUTTERFLY EFFECT" Live in KOBE KOKUSAI HALL 2018

MICROWAVE
- 15thライヴサーキット "BUTTERFLY EFFECT" Live in KOBE KOKUSAI HALL 2018

夜間飛行
- 15thライヴサーキット "BUTTERFLY EFFECT" Live in KOBE KOKUSAI HALL 2018

170828-29
- 15thライヴサーキット "BUTTERFLY EFFECT" Live in KOBE KOKUSAI HALL 2018